# HD 74393
HD 74393，又名BD+04 2029，SAO 117069、HR 3458，是一颗恒星，视星等为6.37，位于銀經222.43，銀緯26.94，其B1900.0坐标为赤經8h 38m 44.5s，赤緯+4° 26.94′ 43″。